# Integra-Signum

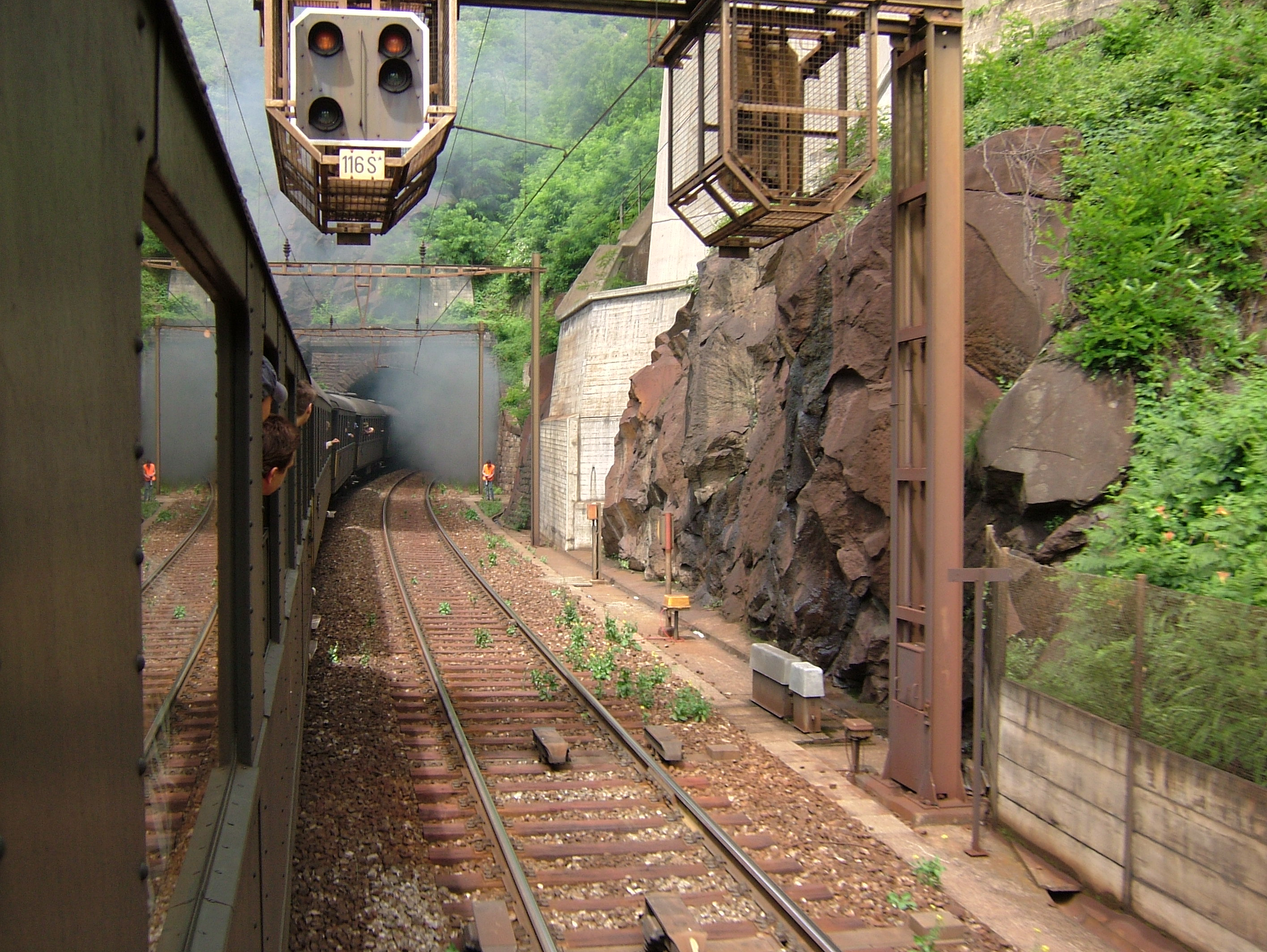
Signum Gleismagnete für zwei Signale: Für das Vorsignal in Fahrtrichtung gleich der Blickrichtung und das Hauptsignal (von hinten sichtbar) in Fahrtrichtung gegen die Blickrichtung.

Das Zugsicherungssystem Integra-Signum – auch als Signum oder Integra bezeichnet – wurde vom Jahr 1933 bis 2018 bei den Schweizerischen Normalspurbahnen eingesetzt. Der Name leitet sich von der Herstellerfirma Integra Signum her.
Integra-Signum war eine induktive Zugbeeinflussung mit magnetischem Gleichfeld. Sie warnte den Triebfahrzeugführer beim Vorsignal, wenn er auf ein geschlossenes Signal zufuhr oder wenn er die Geschwindigkeit stark reduzieren musste. Weiter löste sie eine Schnellbremsung aus, falls der Lokomotivführer die Warnung nicht quittierte oder an einem auf Halt zeigendem Hauptsignal vorbeifuhr.
Integra-Signum zeichnete sich durch Einfachheit, Robustheit und grosse Zuverlässigkeit auch im Winter bei Schnee aus. Im Verlaufe der Zeit konnte es die gestiegenen Sicherheitsanforderungen nicht mehr vollständig abdecken und wurde seit den 1990er-Jahren an Stellen mit starkem Verkehrsaufkommen durch ZUB ergänzt. Integra-Signum war um 2006 an allen 12'000 Signalen der SBB im Einsatz. Von 2012 bis 2018 wurden Integra-Signum und ZUB durch ETCS Level 1 Limited Supervision ersetzt. Die aus ETCS-Komponenten bestehenden Versionen Euro-Signum und Euro-ZUB werden noch einige Jahre im Einsatz bleiben.

## Geschichte

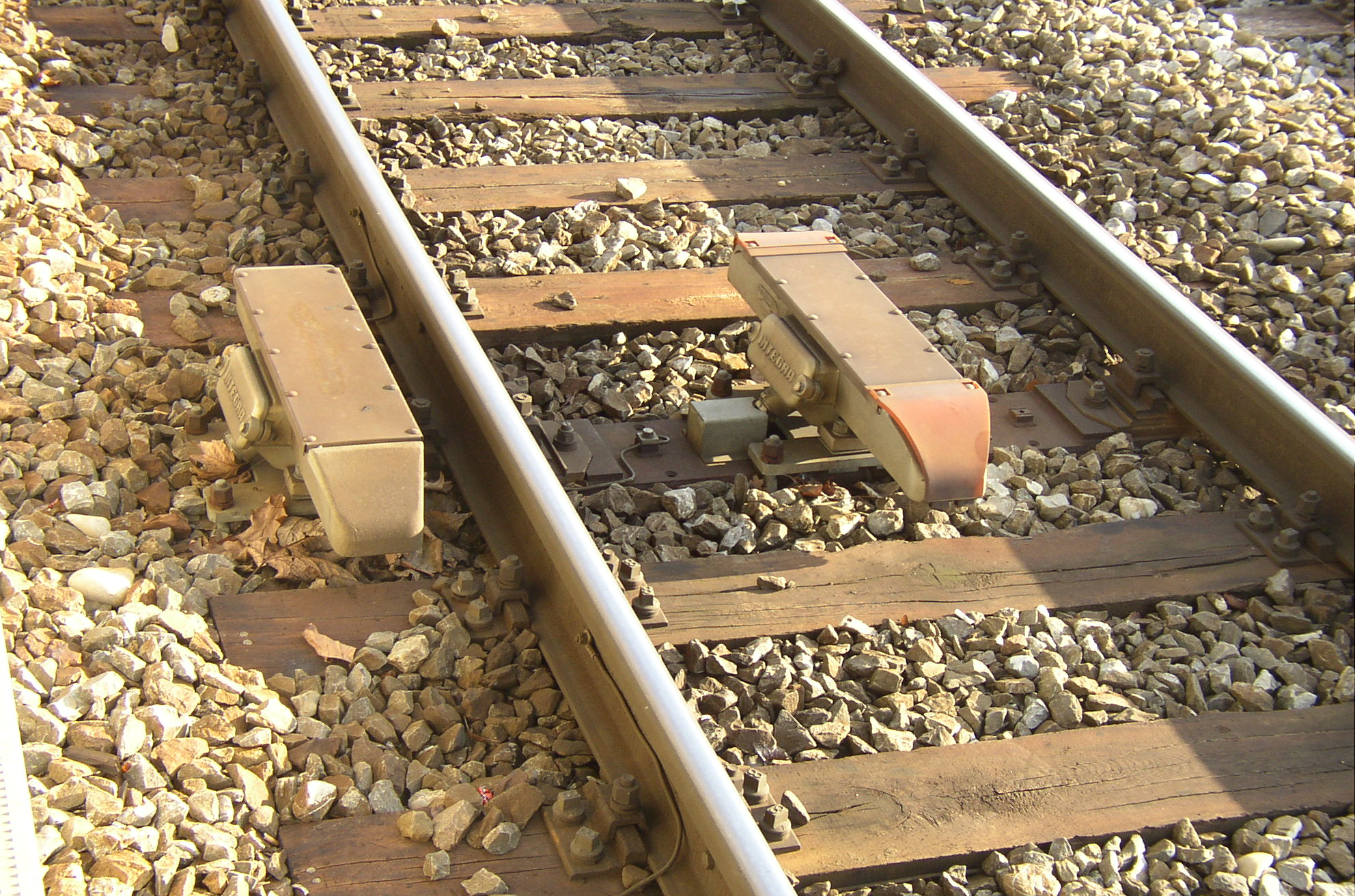
Gleismagnete (Übertragungsmagnete) Integra-Signum

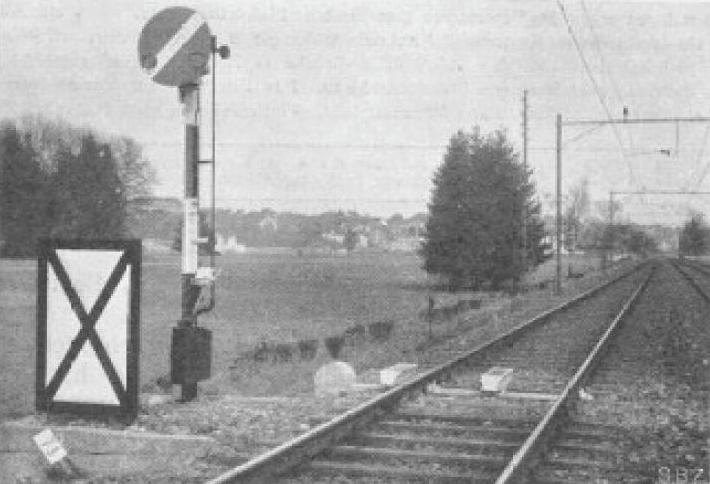
Von 1934 bis 1937 wurden sämtliche Vorsignale der SBB mit Integra-Signum ausgerüstet.

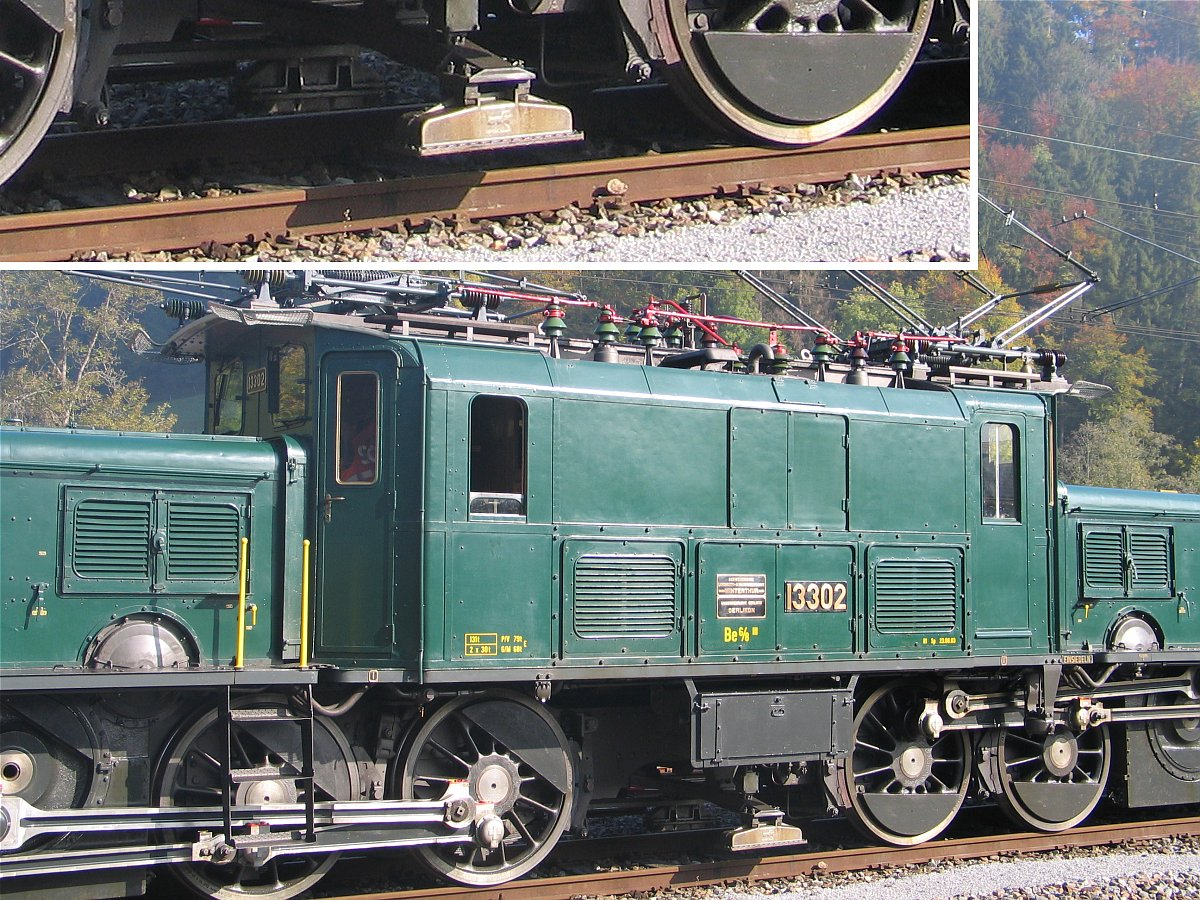
Fahrzeugmagnet an einer Be 6/8 ^{III}

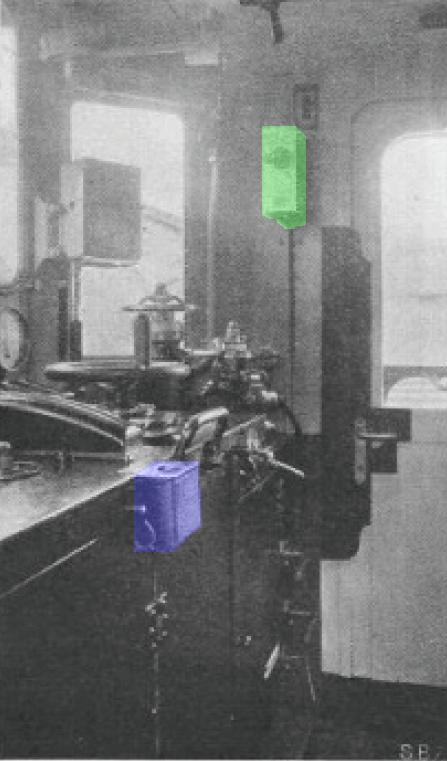
Führerstand einer der ersten mit Integra-Signum ausgerüsteten Lokomotiven.
Blau: Wachsamkeitstaste
Grün: Signallampe

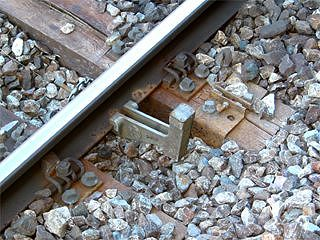
Mobiler Integra-Signum-Permanentmagnet, der bei Gleisbauarbeiten vorübergehend an der Schiene befestigt wird.

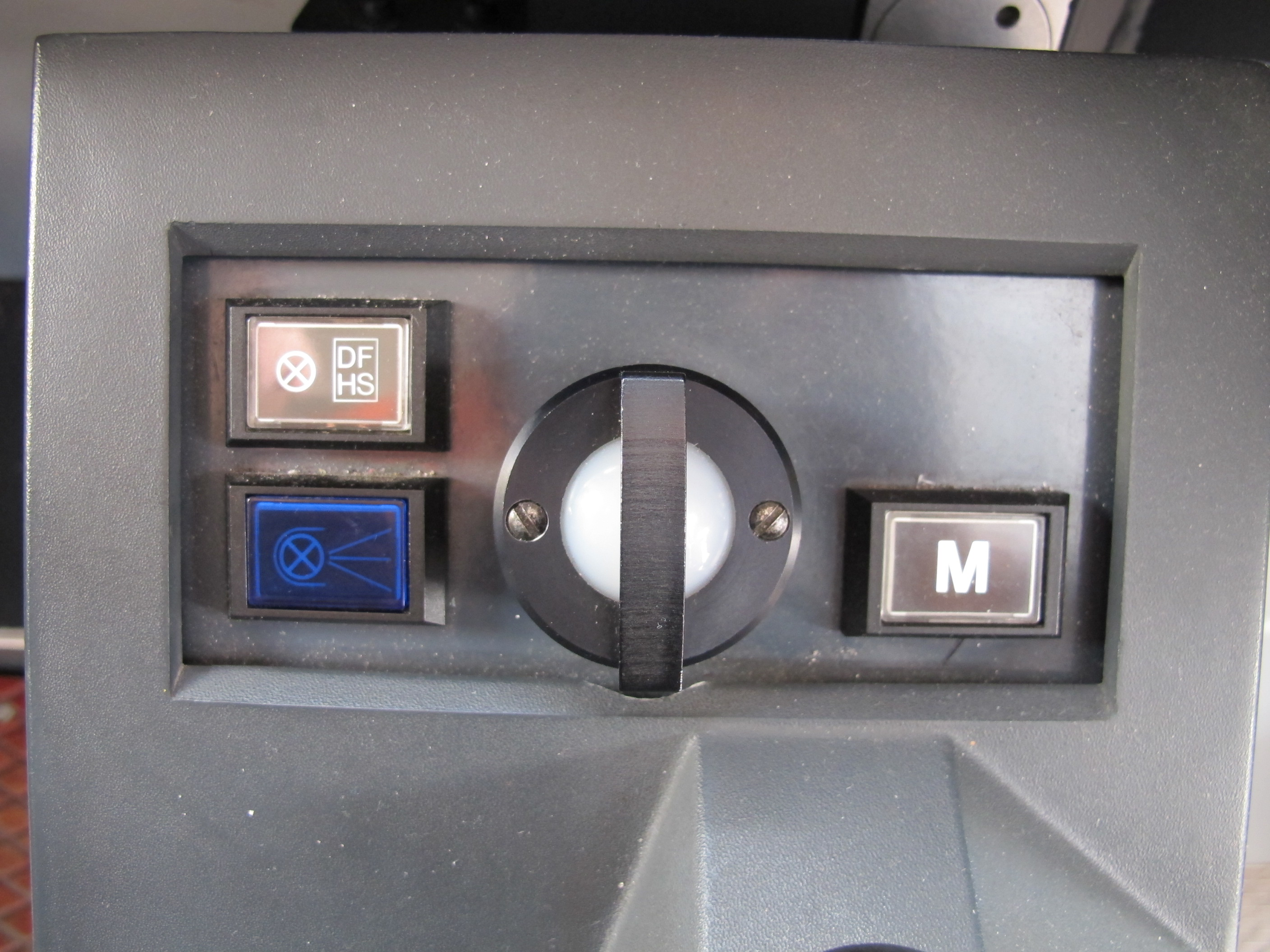
Moderne Bedienelemente für Integra-Signum in einer Lokomotive Re 465 der BLS. In der Mitte Wachsamkeitstaste mit integrierter Signallampe, rechts Manövertaste, die bei Rangierfahrten das Überfahren geschlossener Hauptsignale ermöglicht.

Zu Beginn der Elektrischen Traktion um 1920 bei den Schweizer Bahnen waren die Lokomotiven stets zweimännig besetzt. Der Führergehilfe unterstützte den Triebfahrzeugführer in der Beobachtung der Signale. Prinzipiell erlauben Elektrolokomotiven den einmännigen Betrieb, Voraussetzung ist jedoch eine Sicherheitssteuerung und eine Zugsicherung. Anstoss für die Entwicklung eines Zugsicherungssystems war der schwere Eisenbahnunfall von Bellinzona am 23. April 1924, der 15 Tote forderte. Bei dem Unfall stiessen zwei Schnellzüge zusammen, weil einer von ihnen ein Halt zeigendes Signal überfahren hatte. Der Unfall hätte verhindert werden können, wenn durch das geschlossene Signal selbsttätig eine Zwangsbremsung ausgelöst worden wäre.
1927 wurden die ersten Versuchsfahrten mit Integra-Signum auf der Strecke Bern–Thun durchgeführt. 1930 wurden die Einfahrsignale der Station Gümligen und die Ae 3/6 I 10677 mit der Integra-Signum-Zugsicherung ausgerüstet. Später folgte die Ausrüstung aller 14 Vorsignale der Strecke Bern–Thun sowie weiterer fünf Lokomotiven.
Beim Eisenbahnunfall von Luzern stiess am 13. Dezember 1932 der Regionalzug Luzern–Meggen mit dem internationalen Schnellzug Stuttgart–Zürich–Luzern im Gütschtunnel bei Luzern zusammen. Nach der Durchfahrt eines Dampfzuges war die Sicht beschränkt, worauf ein Lokomotivführer ein geschlossenes Signal überfuhr und die Frontalkollision verursachte. Dieser Unfall forderte sechs Tote und über zehn Verletzte. Die Generaldirektion der SBB beschleunigte daraufhin die Entscheidung über die Einführung einer Zugsicherung, wobei folgende drei Systeme im Auswahlverfahren standen:
- Integra-Signum[10]
- Crocodile (1933 versuchsweise in Münsingen aufgebaut)
- Zugsicherungssystem mit mechanischer Signalübertragung auf das Fahrzeug (1933 in Bümpliz und Winterthur getestet)

Da die anderen Zugsicherungen gegenüber dem bereits ausgiebig getesteten Integra-Signum-System keine Vorteile erkennen liessen, wurden von 1934 bis 1938 alle Einfahrvorsignale und elektrischen Streckentriebfahrzeuge der SBB mit Integra-Signum ausgerüstet.
Damit waren aber nur ein Teil der Gefahrenpunkte gesichert, wie der Eisenbahnunfall von Tüscherz am 2. Oktober 1942 auf der Strecke Biel–Neuchâtel zeigte. Der eingeschlafene Lokomotivführer überfuhr das geschlossene Ausfahrsignal und prallte in einen Gegenzug, den er in Tüscherz hätte kreuzen sollen. Ab 1943 wurden auch die Ausfahrvorsignale und die Ausfahrsignale mit Gleismagneten ausgerüstet. Damit hatten die SBB als erste Staatsbahn ihr Normalspurnetz flächendeckend mit einem Zugbeeinflussungssystem ausgerüstet. Vorsignale der Langsamfahrstellen wurden mit Permanentmagneten versehen. Später wurden auch gewisse Bahnübergänge mit Gleismagneten gesichert. Im Laufe der Zeit rüsteten auch die normalspurigen Privatbahnen ihre Fahrzeuge und Strecken mit Integra-Signum aus.
Nach dem Eisenbahnunfall von St-Léonard zwischen Sion und Saint-Léonard VS auf der Simplonstrecke am 24. Juni 1968, als beim Zusammenstoss eines Güterzugs mit einem Sonderzug 12 Tote und 103 Verletzte zu beklagen waren, wurden nach mehrjähriger Versuchszeit zwischen 1979 und 1989 auch bei den Hauptsignalen Integra-Signum-Gleismagnete installiert. Dabei wurde die Zugsicherung mit der Haltauswertung erweitert, welche die Begriffe Warnung und Halt unterscheidet. Bei der Vorbeifahrt an einem geschlossenen Vorsignal muss weiterhin die Wachsamkeitstaste bedient werden, aber beim Überfahren eines Halt zeigenden Hauptsignals wird eine Zwangsbremsung ausgelöst.
Mehrere Unfälle zeigten die Mängel der bisherigen Zugsicherung auf. Nach dem Unfall von Oerlikon wurde ab 1992 auf viel befahrenen Streckenabschnitten Integra-Signum durch das modernere Zugbeeinflussungssystem ZUB 121 ergänzt, welches nicht nur einfache Warnungen und Zwangsbremsungen auslöst, sondern den regulären Bremsvorgang auch noch aktiv überwachen kann.
Bei der damaligen Bodensee-Toggenburg-Bahn (BT) entwickelte man nach der Kollision zweier Züge der Appenzeller Bahnen in Herisau 1997 ein mit einfachen Mitteln umsetzbares Sicherheitskonzept, bei dem der Zug noch vor dem Gefahrenpunkt abgebremst wird. Das BT-Konzept setzt jedoch genügend lange Gleise voraus, was bei anderen Bahnen vielfach nicht der Fall ist.

## Aufbau

### Fahrzeug- und Streckenausrüstung

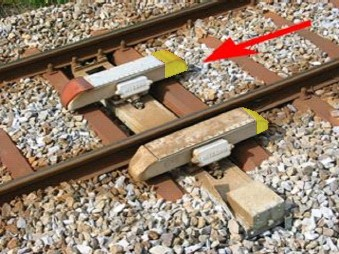
An den Gleismagnetgehäusen angebrachte Angüsse (gelb) verhindern das direkte Aufschlagen von herabhängenden Zugteilen.

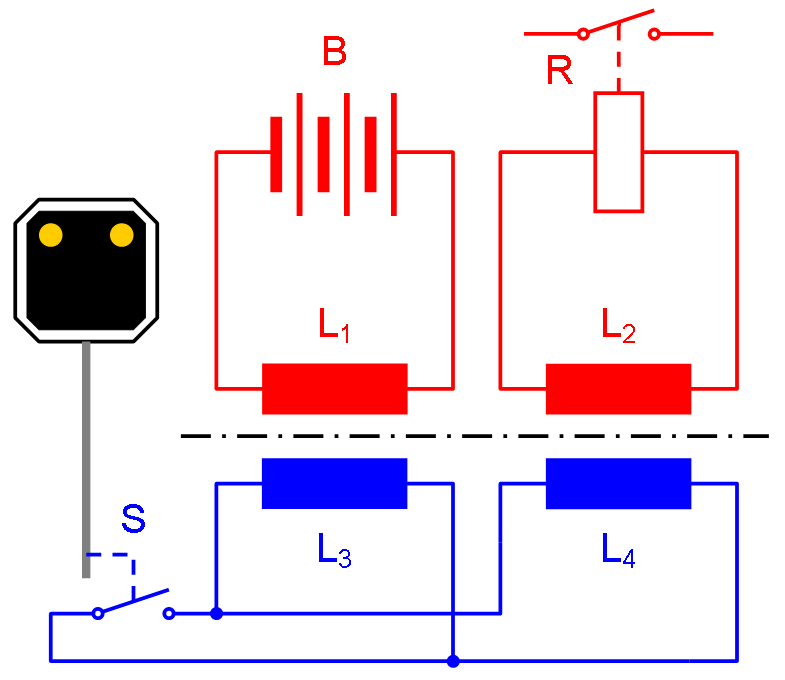
Prinzipschaltbild Integra-Signum
Fahrzeugausrüstung (rot)
mit batteriegespeistem Erregermagnet:
B Fahrzeugbatterie
L_{1} Erregermagnet
L_{2} Empfangsmagnet
R Empfangsrelais
Streckenausrüstung (blau):
L_{3} empfangsseitiger Übertragungsmagnet
L_{4} erregerseitiger Übertragungsmagnet
S Kurzschlussschalter (bei offenem Signal geschlossen)

An den Triebfahrzeugen und Steuerwagen war unten in der Gleismitte ein Erregermagnet sowie links und rechts je ein Empfangsmagnet angebracht, wobei der in Fahrtrichtung links befindliche Empfangsmagnet jeweils eingeschaltet war. In der ursprünglichen Version waren die Erregermagnete als von der Fahrzeugbatterie gespeiste Elektromagnete ausgebildet.
Die Erweiterung mit der Haltauswertung von 1979 bis 1989 wurde auch benutzt, um die batteriegespeisten Erregermagnete durch Permanentmagnete zu ersetzen und anstelle der Empfangsmagneten Magnetfeldsonden einzubauen. Weil die von Permanentmagneten ausgehenden Magnetfelder ausserhalb der Schweiz zu Störungen an Achszählern führen könnten, wurden international einsetzbare Triebfahrzeuge wieder wie früher mit Elektromagneten als Erregermagnete ausgerüstet, die ausserhalb der Schweiz ausgeschaltet wurden.
Die Streckenausrüstung bestand aus dem empfangsseitigen Übertragungsmagneten in der Gleismitte und dem erregerseitigen Übertragungsmagneten, die in Fahrrichtung an der linken Gleisaussenseite befestigt waren, sowie aus einem Kabelanschlusskasten und dem Kurzschlussschalter am Vorsignal. Die zu den Magnetwicklungen führenden Kabel waren mit Rücksicht auf Erschütterungen doppelt geführt. Vorne und hinten an den Magnetgehäusen angebrachte Angüsse verhinderten das direkte Aufschlagen von herabhängenden Zugteilen. Bei den SBB waren 11'000 Signalpunkte – das heisst Masten mit einem oder mehreren Signalen – damit gesichert, bei den Privatbahnen weitere 3000.

### Funktion der ursprünglichen Version
Fuhr ein Triebfahrzeug an einem Warnung oder Geschwindigkeitsreduktion zeigenden Vorsignal vorbei, induzierte der über der Gleismitte liegende Fahrzeugmagnet im zwischen den Schienen liegenden Übertragungsmagnet einen Spannungsimpuls, den der erregerseitige Gleismagnet zurück auf das Fahrzeug übertrug. Dabei wurde im Empfangsmagnet wiederum eine Spannung induziert, die das Empfangsrelais schaltete, was mit einer Signallampe angezeigt wurde. War das Vorsignal geöffnet, schloss ein Schalter den vom Übertragungsmagnet empfangenen Strom kurz, was die Rückleitung des Impulses auf das Fahrzeug unterband. Andernfalls warnte eine Signallampe den Triebfahrzeugführer und das Empfangsrelais leitete den Impuls an die Sicherheitssteuerung weiter, welche den Triebfahrzeugführer zusätzlich mit einem akustischen Signal auf die notwendige Bremsung aufmerksam machte. Wenn das Warnsignal nicht durch die Bedienung der Wachsamkeitstaste quittiert wurde, schaltete die Sicherheitssteuerung den Hauptschalter aus und löste eine Schnellbremsung aus. Das Warnsignal wurde auf dem Registrierstreifen des Geschwindigkeitsmessers festgehalten.
Schwachpunkt war die Möglichkeit, dass der Lokomotivführer durch Drehen der Rückstell- oder Drücken der Wachsamkeitstaste die durch das geschlossene Vorsignal ausgelöste Warnung annullierte und weiterfuhr. Dieser Mangel wurde durch die Erweiterung mit der Haltauswertung behoben.

### Funktion mit Haltauswertung
Bei der Vorbeifahrt an einem Halt oder Warnung zeigendem Signal übertrug der auf der Gleisaussenseite liegende Magnet zwei Impulse auf das Fahrzeug, die entweder positiv oder negativ polarisiert waren. Die beiden Magnetfeldsonden auf dem Fahrzeug empfingen diese Impulse, wobei sie die Informationsbegriffe in Funktion der Polaritätsreihenfolge und der zeitlichen Folge der übertragenen Impulse unterschieden:
| Informationsbegriff | Standort               | Polaritätsreihenfolge | zeitliche Folge der Impulse |
| ------------------- | ---------------------- | --------------------- | --------------------------- |
| Warnung             | bei Vorsignalen        | negativ – positiv     | gleichzeitig                |
| Halt                | bei Hauptsignalen      | positiv – negativ     | gleichzeitig                |
| Warnung             | für Langsamfahrstellen | positiv – positiv     | nacheinander                |

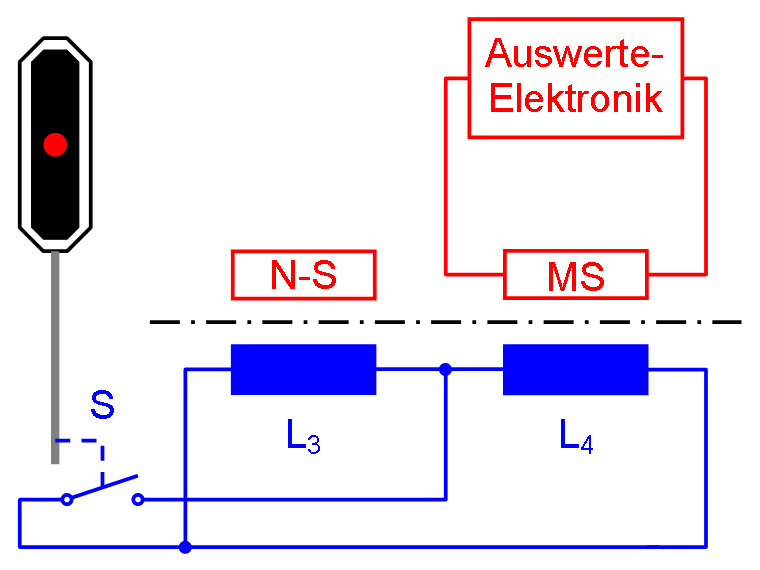
Prinzipschaltbild Integra-Signum
mit Haltauswertung: Hauptsignal
Streckenausrüstung (blau):
Bei einem Hauptsignal waren die Kontakte am erregerseitigen Übertragungsmagnet L_{4}.gegenüber dem Vorsignal vertauscht, womit sich die Polaritätsreihenfolge änderte.

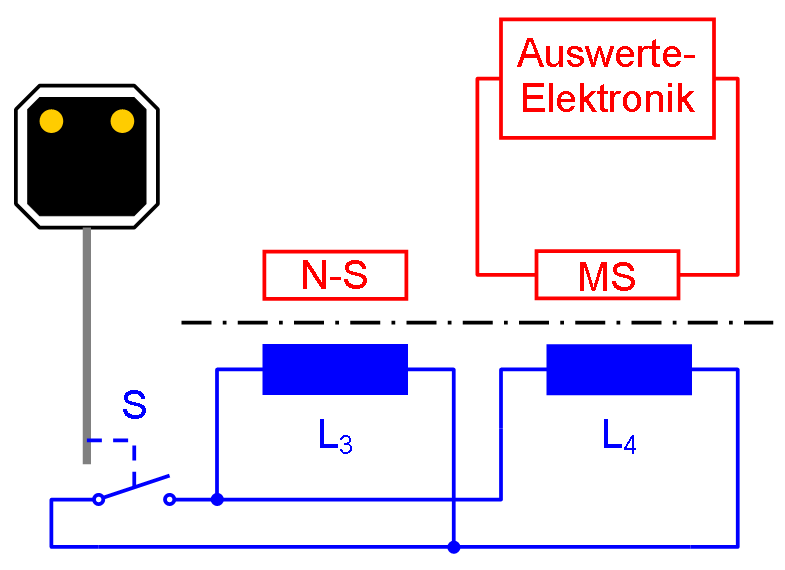
Prinzipschaltbild Integra-Signum
mit Haltauswertung: Vorsignal
Fahrzeugausrüstung (rot):
N-S Permanentmagnet
MS Magnetfeldsonden

Warnung zeigende Vorsignale werden weiterhin durch Drücken der Wachsamkeitstaste quittiert, ansonsten wird nach 100 Meter oder 5 Sekunden eine Zwangsbremsung ausgelöst. Beim Überfahren eines Hauptsignals in Haltstellung wird ebenso eine Zwangsbremsung eingeleitet, wobei eine Rückstellung nur im Stillstand möglich ist. Bei Rangierfahrten kann mit der so genannten Manövertaste die Haltauswertung überbrückt werden, wobei jedoch eine Geschwindigkeitsbeschränkung aktiviert wird.
Integra-Signum überprüft nicht, ob nach dem Drücken der Wachsamkeitstaste eine Bremsung eingeleitet wurde oder ob nach einem Anhalten gegen ein geschlossenes Signal angefahren wird. Falls ein Zug mit voller Streckengeschwindigkeit über ein geschlossenes Hauptsignal fährt, reicht der Durchrutschweg hinter dem Hauptsignal in der Regel für einen Halt vor dem Gefahrenpunkt nicht aus.

### Geschwindigkeitsüberwachung
Mit Hilfe von Integra-Signum konnte eine Geschwindigkeitsüberwachung realisiert werden. Der Fahrzeugmagnet löste eine Zeitverzögerung aus, die den am Ende der Messstrecke montierten Gleismagneten mit Haltprogrammierung aktivierte. Die eingestellte Zeitverzögerung war von der zulässigen Geschwindigkeit abhängig. War der Zug zu schnell, war der Gleismagnet noch nicht abgeschaltet und löste eine Zwangsbremsung aus. Weil diese Überwachung sehr aufwendig war, erfolgte sie nur in Einzelfällen. Beim Gotthard- und Simplontunnel mit ihren geraden Röhren verhinderte sie, dass ein Zug die dem Tunnelende anschliessende Kurve zu schnell befuhr und entgleiste.

### Sicherheitslücken

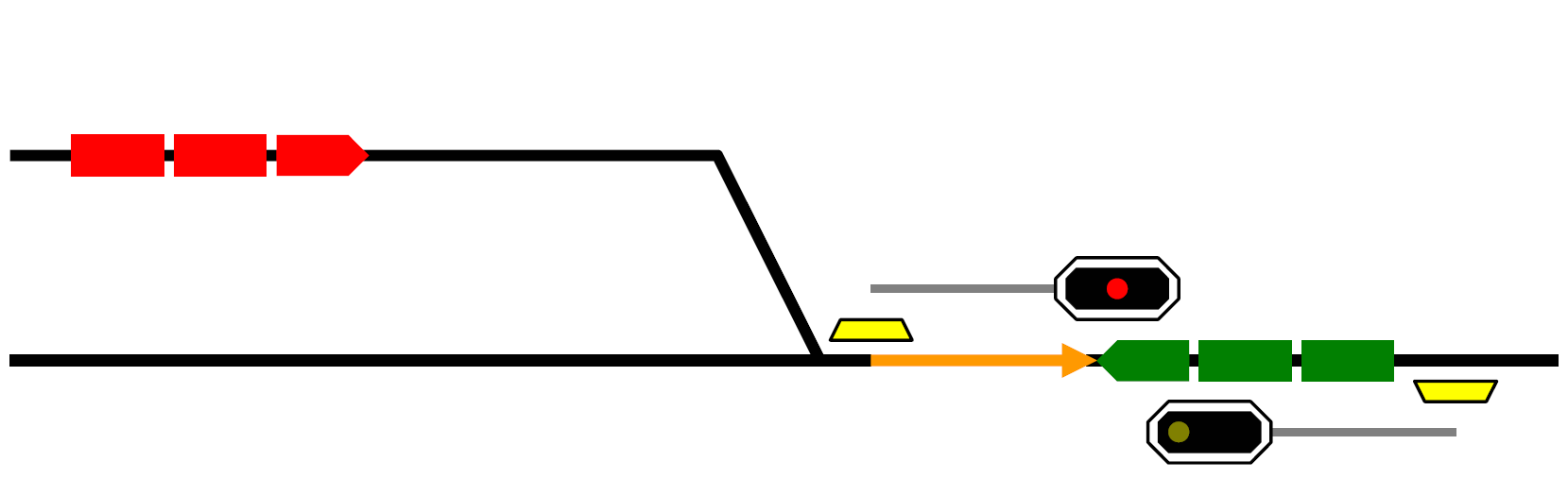
Der Integra-Signum-Gleismagnet beim Ausfahrsignal konnte die Kollision eines irrtümlich abgefahrenen Zuges mit dem Gegenzug nicht vermeiden.
Orange: Bremsweg des von Integra-Signum gebremsten Zugs

Dank des einfachen Aufbaus war Integra-Signum sehr zuverlässig. Die Streckenausrüstung war aus rein passiven Bauteilen aufgebaut, die keine Stromversorgung benötigten. Wegen der punktförmigen Übertragung der Signalinformationen war Integra-Signum signaltechnisch nicht sicher, weil die Zugsicherung nach dem Arbeitsstromprinzip wirkte. Der Ausfall eines Gleismagnets konnte nur durch periodische Prüfungen erkannt werden. Integra-Signum bot einen grossen Sicherheitsgewinn mit vertretbarem Kostenaufwand.
Weil Integra-Signum die Geschwindigkeit nur punktförmig überwachte, war nicht immer gewährleistet, dass ein Zug innerhalb des Durchrutschwegs zum Anhalten kam:
- wenn nach der Vorbeifahrt an einem Vorsignal die Wachsamkeitstaste betätigt wurde, aber keine genügend starke Bremsung erfolgte, oder
- nach einem Zwischenhalt bei Fahrt gegen ein Halt zeigendes Hauptsignal.

Die Ergänzung von Integra-Signum durch ZUB behob diese Sicherheitsmängel. Wegen der hohen Kosten wurde ZUB jedoch nur an rund 2500 der 11’000 Hauptsignale der SBB installiert, die mit einer Risikoanalyse ausgesucht wurden.
Im Jahre 2010 waren noch rund 100 Signale der SBB ohne Integra-Signum. Sie befanden sich in Rangierbahnhöfen und an Stellen mit Geschwindigkeiten von weniger als 40 km/h.

### BT-Konzept

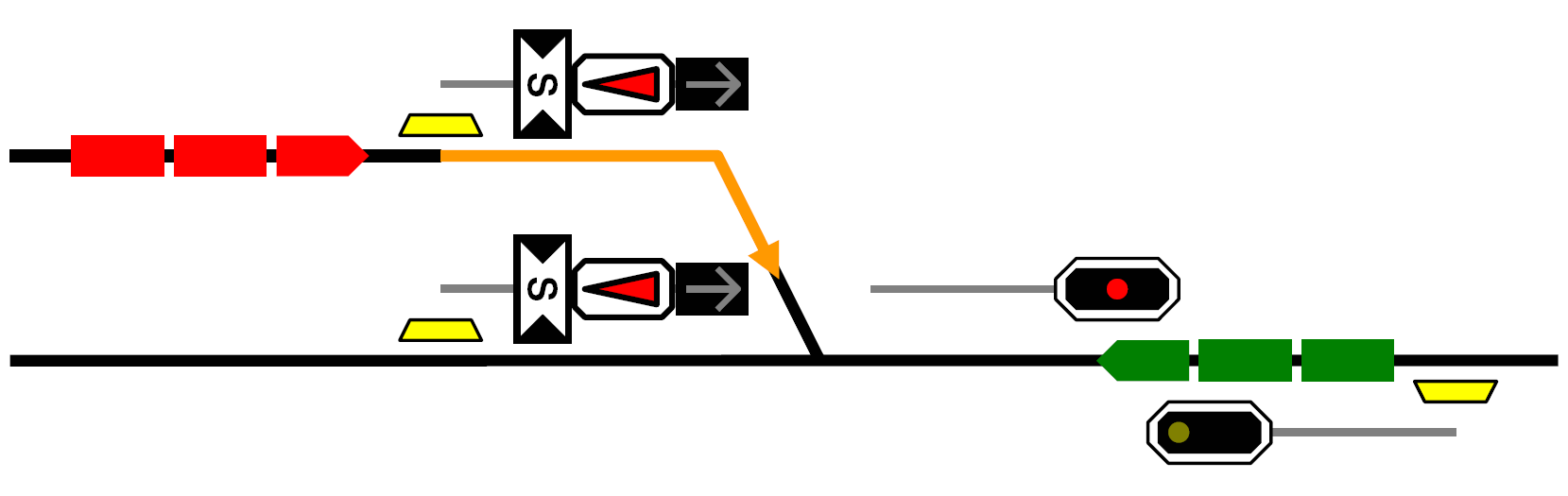
Das BT-Konzept bringt einen unerlaubt losfahrenden Zug vor dem Gefahrenpunkt zum Stehen, weil die Gleismagnete – oder heute die ETCS-Balisen – nicht beim Ausfahrsignal, sondern bei den Fahrstellungsmeldern stehen.

Vor der Einführung des kondukteurlosen Betriebs und ferngesteuerter Stellwerke erhielten alle Züge einen Abfahrbefehl des Kondukteurs oder des örtlichen Fahrdienstleiters. Seither ist der Triebfahrzeugführer allein für die Abfahrt verantwortlich. Weil ein beim Ausfahrsignal installierter Gleismagnet einen irrtümlich losgefahrenen Zug nicht mehr rechtzeitig zum Halten bringen kann, besteht die Gefahr einer Kollision mit einem entgegenkommenden Zug.
Nach dem Zusammenstoss zweier Züge der Appenzeller Bahnen 1997 in Herisau entwickelte die Bodensee-Toggenburg-Bahn (BT) ein Sicherheitskonzept, das dieses Risiko verringert. Bei den einzelnen Gleisen sind Fahrstellungsmelder aufgestellt und die Gleismagnete wurden vom Ausfahrsignal zu den Fahrstellungsmeldern vorverschoben. Ein irrtümlich abfahrender Zug konnte so von Integra-Signum – oder heute von ETCS – rechtzeitig abgebremst werden, dass er nicht in die Fahrstrasse eines Gegenzuges gelangt.
Nach der Fusion der BT mit der Südostbahn wurde auch das Südnetz konsequent auf diesem Standard umgebaut. Diese Lösung war kostengünstiger als die Ausrüstung mit ZUB. Die SBB können das BT-Konzept nur teilweise anwenden, weil die Gleisanlagen oft nicht genügend lang sind.

## Euro-Signum

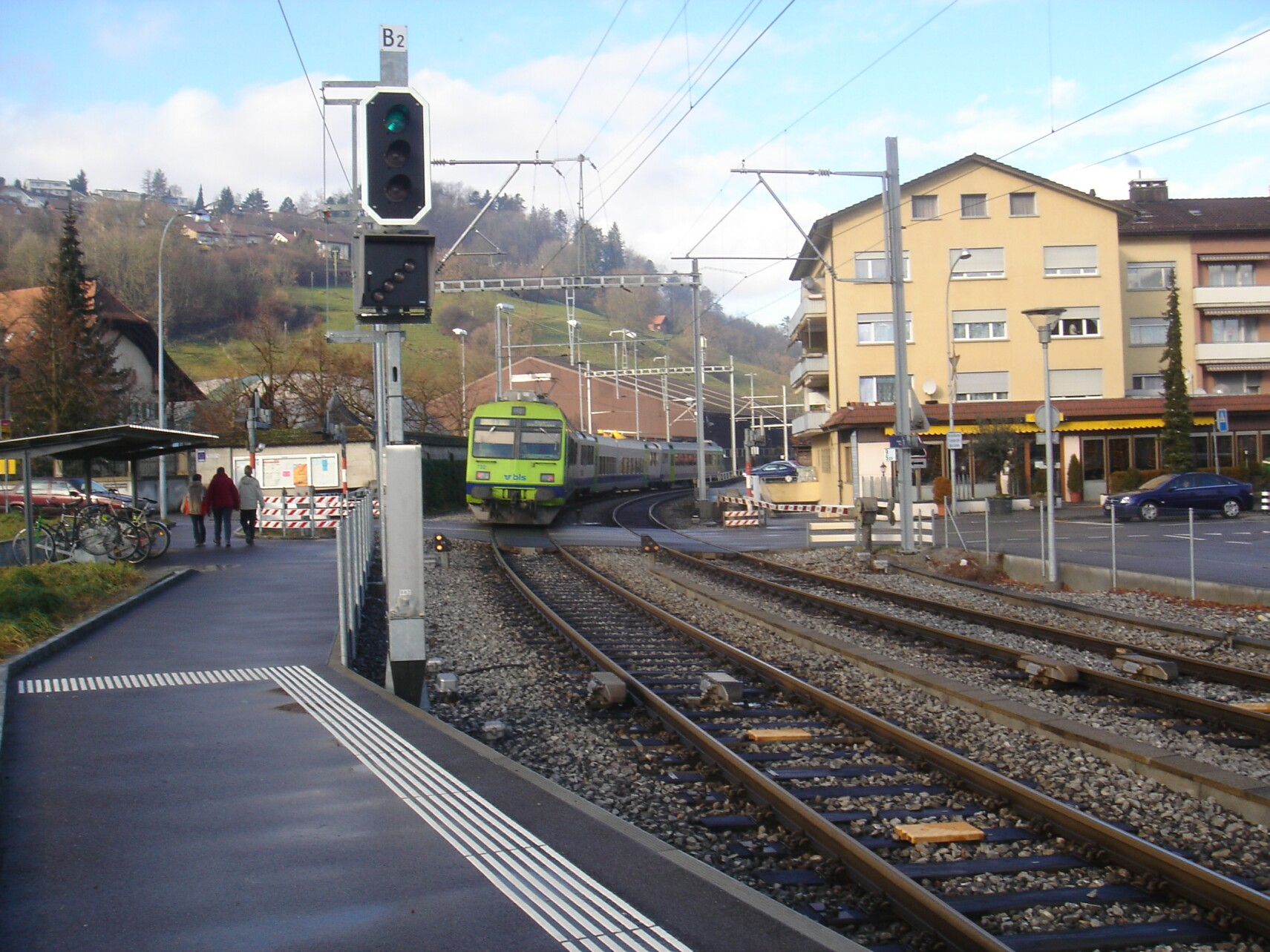
Übergangsphase von Integra-Signum zu Euro-Signum: Die Eurobalisen waren schon montiert worden, aber die Integra-Signum-Magnete standen noch im Einsatz. RBDe 565 732 der BLS in Kehrsatz

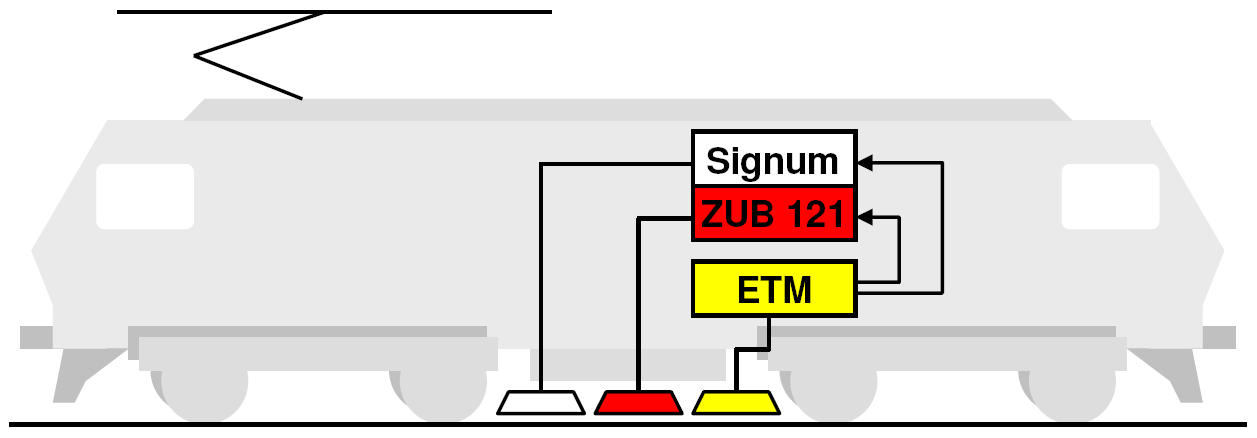
Das ETM, auch „Rucksack“ genannt, liest die ETCS-Telegramme und leitet die Informationen an die Integra-Signum- und ZUB-Fahrzeugeräte weiter.

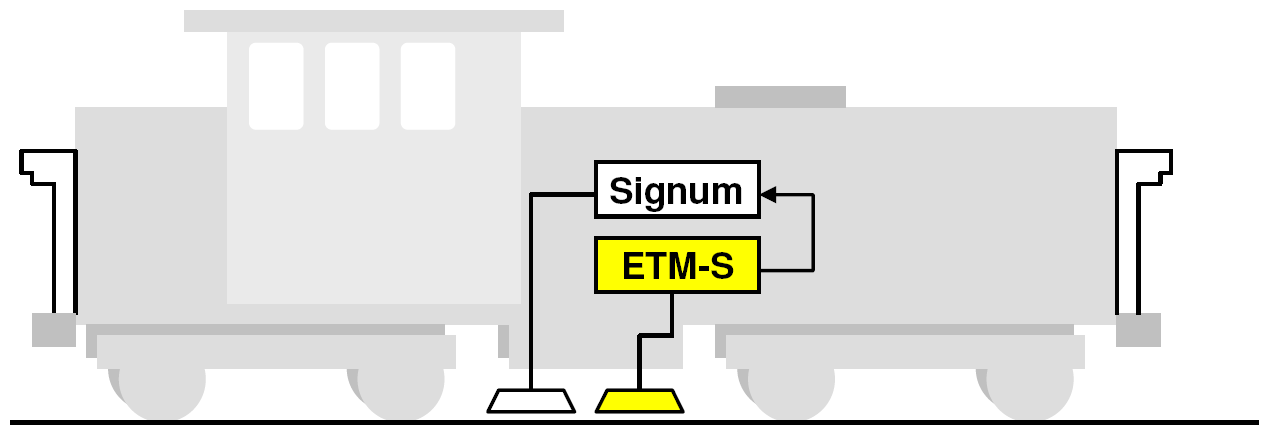
Fahrzeuge, die nicht mit ZUB ausgerüstet waren, wurden mit dem vereinfachten ETM-S ausgerüstet.

Integra-Signum und ZUB wurden durch das einheitliche europäische Zugbeeinflussungssystem European Train Control System (ETCS) ergänzt und später abgelöst. In einer ersten Etappe wurden die Gleis- und Fahrzeugmagnete von Integra-Signum durch Balisen und Fahrzeugantennen aus dem Sortiment des ETCS ersetzt.
Zur Feststellung der Fahrrichtung wurden jeweils eine Festdatenbalise einige Meter vor der Transparentdatenbalise installiert. Die so umgestellten Streckenausrüstungen wurden als Euro-Signum bezeichnet. Die Eurobalisen strahlen ein leeres ETCS-Telegramm ab, in dessen Anhang des für nationale Anwendungen reservierten „Pakets 44“ die schweizspezifischen Integra-Signum-Informationen übermittelt wurden.
Vor der Umstellung auf Euro-Signum wurden die einzelnen Signalstandorte einer Risikobewertung unterzogen, um zu entscheiden, welche Abschnitte z. B. mit einer Bremsüberwachung versehen wurden. Solche Signalpunkte wurden dann mit Euro-ZUB statt Euro-Signum ausgerüstet.
Zum Lesen der Euro-Signum- und Euro-ZUB-Telegramme wurden bis 2005 die Streckentriebfahrzeuge mit einem speziellen Zusatzgerät, dem Eurobalise Transmission Module (ETM) ausgerüstet. Das ETM, umgangssprachlich auch „Rucksack“ genannt, leitet die Informationen an die Integra-Signum- und ZUB-Fahrzeuggeräte weiter.
Zunächst waren noch etwa 400 Fahrzeuge des Rangier- und Baudienstes von der Umrüstung ausgenommen. Fahrzeuge des Rangier- und Baudienstes oder historische Fahrzeuge, die nicht mit ZUB ausgerüstet werden mussten, wurden bis 2011 mit dem vereinfachten ETM-S ausgerüstet, das sich auf die Integra-Signum-Funktionen beschränkte.
→ Siehe auch: Abschnitt Euro-ZUB im Artikel ZUB 121

### Einheitliche Fehleroffenbarung
Zur Erkennung von Fehlern wie z. B. dem Ausfall eines Integra-Signum-Magnets musste der Infrastrukturbetreiber bis dahin selber regelmässige Prüffahrten durchführen. Die technisch zur Verfügung stehenden Möglichkeiten nutzt das Bundesamt für Verkehr (BAV) für automatische Fehlermeldungen. Unabhängig, ob auf einem Fahrzeug Integra-Signum oder ETCS zum Einsatz kam, übermittelt das Zugfunkgerät bei einem streckenseitigen Fehler eine SMS an ein zentrales System zur Störungsverwaltung. Dieses informiert, je nach Art des Fehlers, den Infrastrukturbetreiber oder das Eisenbahnverkehrsunternehmen.
→ Siehe auch: Abschnitt Einheitliche Fehleroffenbarung im Artikel ETCS in der Schweiz 

### Übergang zu ETCS
Bis 2018 wurden sämtliche Integra-Signum-Gleismagnete (Ausnahmen siehe unten) und ZUB-Gleiskoppelspulen im Schweizer Normalspurnetz durch ETCS-Balisen ersetzt. Ebenfalls seit 2018 übermitteln die Balisen nicht nur im Anhang die nationalen Zugsicherungsinformationen, sondern im Hauptteil des Telegramms ETCS-konforme Informationen. In der Schweiz verkehrende Triebfahrzeuge müssen also nur noch mit ETCS-Fahrzeuggeräten ausgerüstet sein und können damit freizügig in der Schweiz verkehren, auf Integra-Signum- und ZUB-Fahrzeuggeräte, Signum-Magnete und ZUB-Koppelspulen kann verzichtet und sie können entfernt werden. Ältere Schweizer Fahrzeuge müssen vorerst nicht auf ETCS umgerüstet werden und werten weiterhin die Integra-Signum- und ZUB-Informationen im Telegramm-Anhang mittels ETM aus. Lediglich auf der Strecke La Chaux-de-Fonds–Le Locle-Col-des-Roches und bei der damals noch mit Gleichstrom betriebenen Uetlibergbahn blieb Integra-Signum noch bis 2022 im Einsatz.
Bereits im Jahr 2016 wurden die beiden Zulaufstrecken zum Gotthard-Basistunnel mit ETCS Level 2 ausgerüstet, womit kein Zug mehr ohne ETCS auf die Gotthard-Bergstrecke gelangt. Seit dem Frühjahr 2017 sind Fahrzeuge ohne ETCS-Ausrüstung auf der Simplonlinie nicht mehr zugelassen, weil einzelne Abschnitte im Zusammenhang mit Stellwerkserneuerungen auf ETCS Level 2 umgestellt wurden. Ab 2025 werden im Gleichschritt mit dem Ersatz von Stellwerken im ganzen Netz verschiedene Streckenabschnitte auf Level 2 umgestellt: Damit müssen in der Schweiz verkehrende Triebfahrzeuge grundsätzlich mit ETCS-Fahrzeuggeräten ausgerüstet sein und Euro-Signum wird seine Daseinsberechtigung verlieren.
→ Siehe auch: ETCS in der Schweiz